# Erythrolamprus mimus
Erythrolamprus mimus — вид змій родини полозових (Colubridae). Мешкає в Центральній і Південній Америці.

## Поширення і екологія
Erythrolamprus mimus мешкають на низьких і середних атлантичних схилах від Гондурасу до Панами та на тихоокеанському узбережжі від Коста-Рики до Західного Еквадору. Вони живуть у вологих тропічних лісах, на висоті до 1460 м над рівнем моря. Живляться переважно іншими зміями, а також ящірками, жабами і яйцями змій. Відкладають яйця..